# خلیلوو
خلیلوو (به لاتین: Khalilovo) یک منطقهٔ مسکونی در روسیه است که در باشقیرستان واقع شده‌است.